# Delitschia anomala
Delitschia anomala är en svampart som tillhör divisionen sporsäcksvampar, och som beskrevs av E.Robena Luck-Allen och Roy Franklin Cain. Delitschia anomala ingår i släktet Delitschia, och familjen Delitschiaceae. Arten är reproducerande i Sverige.